# Scotty Robertson
Robert Scott Robertson III, detto Scotty (Fort Smith, 1º febbraio 1930 – Ruston, 18 agosto 2011), è stato un allenatore di pallacanestro statunitense, professionista nella NBA.